# Pseudonapomyza strobliana
Pseudonapomyza strobliana är en tvåvingeart som beskrevs av Spencer 1973. Pseudonapomyza strobliana ingår i släktet Pseudonapomyza och familjen minerarflugor. Inga underarter finns listade i Catalogue of Life.